# (7636) Comba
(7636) Comba  es un asteroide perteneciente al cinturón de asteroides, descubierto el 5 de febrero de 1984 por Edward Bowell desde el Observatorio Lowell, en Estados Unidos.

## Designación y nombre
Comba se designó inicialmente como 1984 CM.
Más adelante fue nombrado en honor al astrónomo italiano Paul G. Comba (n. 1926).

## Características orbitales
Comba orbita a una distancia media del Sol de 2,6012 ua, pudiendo acercarse hasta 2,3894 ua y alejarse hasta 2,8131 ua. Tiene una excentricidad de 0,0814 y una inclinación orbital de 9,8419° grados. Emplea en completar una órbita alrededor del Sol 1532 días.

## Características físicas
Su magnitud absoluta es 13,3. Tiene 11,345 km de diámetro. Su albedo se estima en 0,074.